# Sheikh Sindyan Fawqani
Sheikh Sindyan Fawqani (tiếng Ả Rập: شيخ سنديان فوقاني) là một ngôi làng Syria nằm ở Jisr al-Shughur Nahiyah ở huyện Jisr al-Shughur, Idlib. Theo Cục Thống kê Trung ương Syria (CBS), Sheikh Sindyan Fawqani có dân số 130 người trong cuộc điều tra dân số năm 2004.